# 布什内尔 (南达科他州)
布什内尔（英語：Bushnell）是美国南达科他州下属的一座城鎮。根据2010年美国人口普查，该鎮有人口66人。论人口在本州排行第261。